# Dinatri methyl arsenat
Dinatri methyl arsenat (DSMA) là một thuộc diệt cỏ gốc arsenic.
Tên thương mại gồm Metharsinat, Arrhenal, Disomear, Metharsan, Stenosine, Tonarsan, Tonarsin, Arsinyl, Arsynal, và Diarsen.